# تنها ماندم
آلبوم تنها ماندم آلبوم بازسازی‌شده از  هفت اثر خاطره‌انگیز و ماندگار با آهنگسازی  همایون خرم با صدای محمد اصفهانی که در سال ۱۳۷۹ انتشار یافت. آلبوم اصلی این مجموعه دارای ۹ قطعه می‌باشد که دو قطعه پریشان و اوج آسمان به دو صورت بی‌کلام و با کلام موجود است.

## قطعات
نسخه اصلی این آلبوم دارای ۹ قطعه می‌باشد که دو قطعه آن بی‌کلام می‌باشد.
اوج آسمان
- شعر: کریم فکور
- موسیقی: همایون خرم
- تنظیم کننده: کامبیز روشن‌روان
- شماره ترتیب قطعه در آلبوم: ۱

روزی تو خواهی آمد
- شعر آواز: سعدی
- شعر: محمدعلی شیرازی
- موسیقی: همایون خرم
- با یاد محمد علی کریم خانی
- تنظیم کننده: کامبیز روشن‌روان
- شماره ترتیب قطعه در آلبوم: ۲

فریاد
- شعر: قیصر امین‌پور
- موسیقی: همایون خرم
- تنظیم کننده: کامبیز روشن‌روان
- شماره ترتیب قطعه در آلبوم: ۳

تنها ماندم
- شعر: عبدالله الفت
- موسیقی: همایون خرم
- تنظیم کننده: کامبیز روشن‌روان
- شماره ترتیب قطعه در آلبوم: ۴

مهر و ماه (پیک سحری)
- شعر: کریم فکور
- موسیقی: همایون خرم
- تنظیم کننده: کامبیز روشن‌روان
- شماره ترتیب قطعه در آلبوم: ۵

پریشان
- شعر: محمدعلی شیرازی
- موسیقی: همایون خرم
- تکنواز ویلن: همایون خرم
- تنظیم کننده: کامبیز روشن‌روان
- شماره ترتیب قطعه در آلبوم: ۶

تو ای پری کجایی
- شعر: هوشنگ ابتهاج
- موسیقی: همایون خرم
- تنظیم کننده: کامبیز روشن‌روان
- شماره ترتیب قطعه در آلبوم: ۷

اوج آسمان (بیکلام)
- موسیقی: همایون خرم
- تنظیم کننده: کامبیز روشن‌روان
- شماره ترتیب قطعه در آلبوم: ۸

پریشان (بیکلام)
- موسیقی: همایون خرم
- تنظیم کننده: کامبیز روشن‌روان
- شماره ترتیب قطعه در آلبوم: ۹

## عوامل استودیویی

### نوازندگان
- پیانو: آندره آرزومانیان
- ویلن : خاچیک بابایان، ارسلان کامکار، همایون رحیمیان، ابراهیم لطفی، رضا عالمی
- ویلن آلتو:  سیاوش ظهیرالدینی و عماد رضا نکوئی
- ویلنسل‌ : ، مجید اسماعیلی و محسن تویسرکانی
- کنترباس : علیرضا خورشیدفر
- فلوت : ناصر رحیمی
- کلارینت : سعید اخوت
- ابوا : فرشید حفظی فرد
- تار و سه تار : شهریار فریوسفی
- عود : جمال جهانشاد
- قانون : ملیحه سعیدی
- سنتور : مجید اخشابی
- نی : پاشا هنجنی
- تنبک : محمود فرهمند

### دیگر عوامل
- صدا بردار :  رضا شاه بیدکی
- ضبط موسیقی : استودیو صبا
- پالایش صوت : محمد علیزاده
- عکس روی جلد : مینا مومنی
- عکس داخل جلد : زهرا ساعدی
- طراح و گرافیک کامپیوتری : فرخ محجوبی
- هماهنگی : شاهین ترابی